# Droga krajowa B256 (Niemcy)
Droga krajowa 256 (niem. Bundesstraße 256, B 256) – niemiecka droga krajowa przebiegająca z północy na południe, przez kraje związkowe: Nadrenię Północną-Westfalię oraz Nadrenię-Palatynat. Łączy region Bergisches Land z pasmem górskim Eifel. Rozpoczyna się w Ohl jako kontynuacja drogi krajowej B237 i kończy w Mayen, a jej kontynuację stanowi droga krajowa B262. Jej długość wynosi ok. 148 km. 